# NGC 2293
NGC 2293 هو اصطدام مجري، يقع في كوكبة الكلب الأكبر. اكتشف في 20 يناير 1835 . وقد اكتشفه جون هيرشل . يبعد عن الأرض 17.06 .، ويبعد عن الأرض 17.06 .، ويبعد عن الأرض 27.32 .

## روابط خارجية
- NGC 2293 على موقع ويكي سكاي: DSS2, SDSS, GALEX, IRAS, Hydrogen α, X-Ray, Astrophoto, Sky Map, Articles and images